# Božica (1960.)
Božica (Devi) indijski je film iz 1960. godine. Redatelj je filma Satyajit Ray, a radnja se temelji na djelu Prabhata Kumara Mukhopadhyaya. Film opisuje štovanje žena kao avatara božice Kali u patrijarhalnom društvu.
Glavni je lik mlada žena Doyamoyee, čiji je svekar bogati zemljoposjednik Kalikinkar Choudhuri, štovatelj velike božice Kali. Nakon što jedne večeri Kalikinkar Choudhuri usne san prema kojem snaha postaje povezana s Kali, uvjeren je da je snaha Kalina inkarnacija te dotada „obična” žena postaje devi.

## Uloge
- Sharmila Tagore — Dayamoyee
- Chhabi Biswas — Kalikinkar Choudhuri
- Soumitra Chatterjee - Umapraad
- Purnendu Mukherjee - Taraprasad
- Karuna Banerjee - Harasundari
- Arpan Chowdhury - Khoka
- Anil Chatterjee — Bhudeb
- Kali Sarkar - Sarkar
- Mohammed Israil - Nibaran
- Khagesh Chakravarti - Kaviraj
- Nagendranath Kabyabyakarantirtha
- Santa Devi - Sarala

## Vanjske poveznice
- Devi (YouTube)